# Liste der Deutschen Meister im 3000-Meter-Hindernislauf
Im 3000-Meter-Hindernislauf sind auf den ca. siebeneinhalb Stadienrunden jeweils vier feststehende Hindernisse sowie eine Hürde mit Wassergraben zu überwinden. Die Hindernishöhe beträgt wie im 400-Meter-Hürdenlauf bei den Männern 91,44 cm, bei den Frauen 76,20 cm.
Der Wettbewerb wird bei den Männern seit 1910 bei Deutschen Leichtathletik-Meisterschaften ausgetragen. In den Jahren 1914 bis 1918, 1921 bis 1932, 1934 und 1944 bis 1946 fanden keine Deutschen Meisterschaften in dieser Disziplin statt. Übergangslos wurde der Wettbewerb anschließend ab 1948 ins Meisterschaftsprogramm der Bundesrepublik Deutschland aufgenommen, in der DDR wurden ab 1950 Meister über 3000 Meter Hindernis ermittelt. Bei den Frauen gibt es offizielle Meisterschaften über diese Hindernislaufstrecke erst seit 2002.

## Deutsche Meisterschaftsrekorde
| Männer | 8:16,98 min | Frederik Ruppert (LAV Stadtwerke Tübingen)  | Braunschweig | 29. Juni 2024 |
| Frauen | 9:25,81 min | Gesa Felicitas Krause (Silvesterlauf Trier) | Erfurt       | 8. Juli 2017  |

## Gesamtdeutsche Meister seit 1991 (DLV)
| Jahr | Ort                  | Männer    | Männer                                                 | Männer     | Frauen                                                     | Frauen                                                     | Frauen                                                     |
| Jahr | Ort                  | Datum     | Athlet                                                 | Zeit [min] | Datum                                                      | Athletin                                                   | Zeit [min]                                                 |
| ---- | -------------------- | --------- | ------------------------------------------------------ | ---------- | ---------------------------------------------------------- | ---------------------------------------------------------- | ---------------------------------------------------------- |
| 2025 | Dresden              | 2. August | Karl Bebendorf (Dresdner SC)                           | 8:32,90    | 3. August                                                  | Adia Budde (LAV Stadtwerke Tübingen)                       | 09:45,48                                                   |
| 2024 | Braunschweig         | 29. Juni  | Frederik Ruppert (LAV Stadtwerke Tübingen)             | 8:16,98    | 30. Juni                                                   | Olivia Gürth (Silvesterlauf Trier)                         | 09:45,01                                                   |
| 2023 | Kassel               | 8. Juli   | Karl Bebendorf (Dresdner SC)                           | 8:24,52    | 9. Juli                                                    | Lea Meyer (ASV Köln)                                       | 09:33,19                                                   |
| 2022 | Berlin               | 26. Juni  | Karl Bebendorf (Dresdner SC)                           | 8:27,61    | 25. Juni                                                   | Lea Meyer (ASV Köln)                                       | 09:32,44                                                   |
| 2021 | Braunschweig         | 6. Juni   | Karl Bebendorf (Dresdner SC)                           | 8:23,28    | 5. Juni                                                    | Gesa Felicitas Krause (Silvesterlauf Trier)                | 09:31,36                                                   |
| 2020 | Braunschweig         | 9. August | Karl Bebendorf (Dresdner SC)                           | 8:42,42    | 8. August                                                  | Elena Burkard (LG farbtex Nordschwarzwald)                 | 09:50,31                                                   |
| 2019 | Berlin               | 3. August | Karl Bebendorf (Dresdner SC)                           | 8:33,59    | 4. August                                                  | Gesa Felicitas Krause (Silvesterlauf Trier)                | 09:28,45                                                   |
| 2018 | Nürnberg             | 21. Juli  | Martin Grau (LSC Höchstadt/Aisch)                      | 8:33,90    | 22. Juli                                                   | Gesa Felicitas Krause (Silvesterlauf Trier)                | 09:34,58                                                   |
| 2017 | Erfurt               | 9. Juli   | Tim Stegemann (Erfurter LAC)                           | 8:43,40    | 8. Juli                                                    | Gesa Felicitas Krause (Silvesterlauf Trier)                | 09:25,81                                                   |
| 2016 | Kassel               | 19. Juni  | Hannes Liebach (SCC Berlin)                            | 8:45,50    | 18. Juni                                                   | Gesa Felicitas Krause (LG Eintracht Frankfurt)             | 09:31,00                                                   |
| 2015 | Nürnberg             | 26. Juli  | Martin Grau (LSC Höchstadt/Aisch)                      | 8:41,50    | 26. Juli                                                   | Gesa Felicitas Krause (LG Eintracht Frankfurt)             | 09:32,20                                                   |
| 2014 | Ulm                  | 26. Juli  | Steffen Uliczka (SG TSV Kronshagen/Kieler TB)          | 8:35,82    | 27. Juli                                                   | Antje Möldner-Schmidt (LC Cottbus)                         | 09:39,09                                                   |
| 2013 | Ulm                  | 6. Juli   | Steffen Uliczka (SG TSV Kronshagen/Kieler TB)          | 8:40,62    | 7. Juli                                                    | Antje Möldner-Schmidt (LC Cottbus)                         | 09:46,86                                                   |
| 2012 | Bochum- Wattenscheid | 16. Juni  | Benedikt Karus (LG badenova Nordschwarzwald)           | 8:42,81    | 17. Juni                                                   | Antje Möldner-Schmidt (LC Cottbus)                         | 09:42,42                                                   |
| 2011 | Kassel               | 24. Juli  | Steffen Uliczka (SG TSV Kronshagen/Kieler TB)          | 8:33,47    | 24. Juli                                                   | Jana Sussmann (LG Nordheide)                               | 10:05,64                                                   |
| 2010 | Braunschweig         | 17. Juli  | Steffen Uliczka (SG TSV Kronshagen/Kieler TB)          | 8:38,29    | 18. Juli                                                   | Susi Lutz (LG Telis Finanz Regensburg)                     | 10:09,20                                                   |
| 2009 | Ulm                  | 4. Juli   | Filmon Ghirmai (LAV Asics Tübingen)                    | 8:38,97    | 5. Juli                                                    | Antje Möldner (SC Potsdam)                                 | 09:44,04                                                   |
| 2008 | Nürnberg             | 5. Juli   | Steffen Uliczka (SG TSV Kronshagen/Kieler TB)          | 8:46,69    | 6. Juli                                                    | Antje Möldner (SC Potsdam)                                 | 09:50,05                                                   |
| 2007 | Erfurt               | 21. Juli  | Filmon Ghirmai (LAV Asics Tübingen)                    | 8:39,35    | 22. Juli                                                   | Julia Hiller (LAC Quelle Fürth / München)                  | 10:11,47                                                   |
| 2006 | Ulm                  | 15. Juli  | Steffen Uliczka (SG TSV Kronshagen/Kieler TB)          | 8:42,06    | 16. Juli                                                   | Verena Dreier (LG Sieg)                                    | 09:59,28                                                   |
| 2005 | Bochum- Wattenscheid | 2. Juli   | Filmon Ghirmai (LAV Asics Tübingen)                    | 8:34,10    | 3. Juli                                                    | Verena Dreier (LG Sieg)                                    | 10:06,51                                                   |
| 2004 | Braunschweig         | 10. Juli  | Filmon Ghirmai (LAV Asics Tübingen)                    | 8:38,91    | 11. Juli                                                   | Melanie Schulz (LC ThüringenGas Erfurt)                    | 10:22,08                                                   |
| 2003 | Ulm                  | 28. Juni  | Christian Knoblich (LAC Quelle Fürth/München/Würzburg) | 8:34,76    | 29. Juni                                                   | Katrin Engelen (LG Badenova Nordschwarzwald)               | 10:34,13                                                   |
| 2002 | Bochum- Wattenscheid | 7. Juli   | Filmon Ghirmai (LAC Pliezhausen)                       | 8:35,77    | 6. Juli                                                    | Melanie Schulz (SV Creaton Großengottern)                  | 09:38,31 (DR)                                              |
| 2001 | Stuttgart            | 1. Juli   | Ralf Aßmus (SV Creaton Großengottern)                  | 8:28,33    | Wettbewerb für Frauen noch nicht im Meisterschaftsprogramm | Wettbewerb für Frauen noch nicht im Meisterschaftsprogramm | Wettbewerb für Frauen noch nicht im Meisterschaftsprogramm |
| 2000 | Braunschweig         | 29. Juli  | Damian Kallabis (SCC Berlin)                           | 8:32,64    | Wettbewerb für Frauen noch nicht im Meisterschaftsprogramm | Wettbewerb für Frauen noch nicht im Meisterschaftsprogramm | Wettbewerb für Frauen noch nicht im Meisterschaftsprogramm |
| 1999 | Erfurt               | 4. Juli   | André Green (LG Wedel-Pinneberg)                       | 8:30,31    | Wettbewerb für Frauen noch nicht im Meisterschaftsprogramm | Wettbewerb für Frauen noch nicht im Meisterschaftsprogramm | Wettbewerb für Frauen noch nicht im Meisterschaftsprogramm |
| 1998 | Berlin               | 5. Juli   | Damian Kallabis (SCC Berlin)                           | 8:24,62    | Wettbewerb für Frauen noch nicht im Meisterschaftsprogramm | Wettbewerb für Frauen noch nicht im Meisterschaftsprogramm | Wettbewerb für Frauen noch nicht im Meisterschaftsprogramm |
| 1997 | Frankfurt/M.         | 29. Juni  | Mark Ostendarp (TV Wattenscheid 01)                    | 8:35,65    | Wettbewerb für Frauen noch nicht im Meisterschaftsprogramm | Wettbewerb für Frauen noch nicht im Meisterschaftsprogramm | Wettbewerb für Frauen noch nicht im Meisterschaftsprogramm |
| 1996 | Köln                 | 23. Juni  | Steffen Brand (LG Bayer Leverkusen)                    | 8:24,09    | Wettbewerb für Frauen noch nicht im Meisterschaftsprogramm | Wettbewerb für Frauen noch nicht im Meisterschaftsprogramm | Wettbewerb für Frauen noch nicht im Meisterschaftsprogramm |
| 1995 | Bremen               | 2. Juli   | Martin Strege (ESC Erfurt)                             | 8:27,68    | Wettbewerb für Frauen noch nicht im Meisterschaftsprogramm | Wettbewerb für Frauen noch nicht im Meisterschaftsprogramm | Wettbewerb für Frauen noch nicht im Meisterschaftsprogramm |
| 1994 | Erfurt               | 2. Juli   | Martin Strege (TSV Erfurt)                             | 8:30,30    | Wettbewerb für Frauen noch nicht im Meisterschaftsprogramm | Wettbewerb für Frauen noch nicht im Meisterschaftsprogramm | Wettbewerb für Frauen noch nicht im Meisterschaftsprogramm |
| 1993 | Duisburg             | 11. Juli  | Steffen Brand (TV Wattenscheid 01)                     | 8:26,81    | Wettbewerb für Frauen noch nicht im Meisterschaftsprogramm | Wettbewerb für Frauen noch nicht im Meisterschaftsprogramm | Wettbewerb für Frauen noch nicht im Meisterschaftsprogramm |
| 1992 | München              | 21. Juni  | Steffen Brand (TV Wattenscheid 01)                     | 8:21,76    | Wettbewerb für Frauen noch nicht im Meisterschaftsprogramm | Wettbewerb für Frauen noch nicht im Meisterschaftsprogramm | Wettbewerb für Frauen noch nicht im Meisterschaftsprogramm |
| 1991 | Hannover             | 28. Juli  | Hagen Melzer (SC Einheit Dresden)                      | 8:34,51    | Wettbewerb für Frauen noch nicht im Meisterschaftsprogramm | Wettbewerb für Frauen noch nicht im Meisterschaftsprogramm | Wettbewerb für Frauen noch nicht im Meisterschaftsprogramm |

## Meister in derBundesrepublik Deutschland(DLV) bzw. derTrizonevon 1948 bis 1990/Meister in derDDR(DVfL) von 1950 bis 1990
In diesen Jahren wurde der 3000-Meter-Hindernislauf nur für Männer ausgetragen.
| Jahr | Bundesrepublik Deutschland | Bundesrepublik Deutschland | Bundesrepublik Deutschland                   | Bundesrepublik Deutschland | DDR                                                     | DDR                                                     | DDR                                                     | DDR                                                     |
| Jahr | Ort                        | Datum                      | Athlet                                       | Zeit [min]                 | Ort                                                     | Datum                                                   | Athlet                                                  | Zeit [min]                                              |
| ---- | -------------------------- | -------------------------- | -------------------------------------------- | -------------------------- | ------------------------------------------------------- | ------------------------------------------------------- | ------------------------------------------------------- | ------------------------------------------------------- |
| 1990 | Düsseldorf                 | 12. August                 | Michael Heist (ASC Darmstadt)                | 8:34,78                    |                                                         |                                                         | Uwe Pflügner (SC Turbine Erfurt)                        |                                                         |
| 1989 | Hamburg                    | 13. August                 | Hubert Karl (TV Ochsenfurt)                  | 8:27,95                    | Neubrandenburg                                          |                                                         | Hagen Melzer (SC Einheit Dresden)                       |                                                         |
| 1988 | Frankfurt/M.               | 24. Juli                   | Patriz Ilg (LAC Quelle Fürth)                | 8:23,19                    |                                                         |                                                         | Hagen Melzer (SC Einheit Dresden)                       |                                                         |
| 1987 | Gelsenkirchen              | 11. Juli                   | Patriz Ilg (LAC Quelle Fürth)                | 8:27,72                    |                                                         |                                                         | Hagen Melzer (SC Einheit Dresden)                       |                                                         |
| 1986 | Berlin                     | 12. Juli                   | Patriz Ilg (LAC Quelle Fürth)                | 8:28,34                    |                                                         |                                                         | Hagen Melzer (SC Einheit Dresden)                       |                                                         |
| 1985 | Stuttgart                  | 3. August                  | Patriz Ilg (LAC Quelle Fürth)                | 8:20,47                    | Leipzig                                                 | 9. bis 11. August                                       | Hagen Melzer (SC Einheit Dresden)                       | 8:34,69                                                 |
| 1984 | Düsseldorf                 | 23. Juni                   | Torsten Tiller (LG Göttingen)                | 8:36,32                    | Erfurt                                                  | 1. bis 3. Juni                                          | Rainer Wachenbrunner (SC Dynamo Berlin)                 | 8:39,47                                                 |
| 1983 | Bremen                     | 25. Juni                   | Rainer Schwarz (LG Gauting-Stockdorf)        | 8:29,18                    | Karl-Marx-Stadt / Chemnitz                              | 16. bis 18. Juni                                        | Hagen Melzer (SC Einheit Dresden)                       | 8:25,29                                                 |
| 1982 | München                    | 24. Juli                   | Patriz Ilg (LAC Quelle Fürth)                | 8:29,67                    | Dresden                                                 | 30. Juni bis 3. Juli                                    | Rainer Wachenbrunner (SC Dynamo Berlin)                 | 8:43,23                                                 |
| 1981 | Gelsenkirchen              | 18. Juli                   | Patriz Ilg (LAC Quelle Fürth)                | 8:32,24                    | Jena                                                    | 7. bis 9. August                                        | Ralf Pönitzsch (SC Karl-Marx-Stadt)                     | 8:31,57                                                 |
| 1980 | Hannover                   | 16. August                 | Patriz Ilg (LAC Quelle Fürth)                | 8:30,60                    | Cottbus                                                 | 16. bis 18. Juli                                        | Hagen Melzer (SC Einheit Dresden)                       | 8:34,1                                                  |
| 1979 | Stuttgart                  | 11. August                 | Michael Karst (USC Mainz)                    | 8:33,9                     | Karl-Marx-Stadt / Chemnitz                              | 9. bis 12. August                                       | Ralf Pönitzsch (SC Karl-Marx-Stadt)                     | 8:37,2                                                  |
| 1978 | Köln                       | 12. Mai                    | Patriz Ilg (TG Hofen)                        | 8:20,9                     |                                                         |                                                         | Gerhard Wetzig (SC DHfK Leipzig)                        |                                                         |
| 1977 | Hamburg                    | 6. August                  | Michael Karst (USC Mainz)                    | 8:20,7                     |                                                         |                                                         | Ralf Pönitzsch (SC Karl-Marx-Stadt)                     |                                                         |
| 1976 | Frankfurt/M.               | 15. August                 | Michael Karst (SV Saar 05 Saarbrücken)       | 8:32,2                     |                                                         |                                                         | Ralf Pönitzsch (SC Karl-Marx-Stadt)                     |                                                         |
| 1975 | Gelsenkirchen              | 28. Juni                   | Michael Karst (SV Saar 05 Saarbrücken)       | 8:25,0                     |                                                         |                                                         | Jürgen Straub (ASK Vorwärts Potsdam)                    |                                                         |
| 1974 | Hannover                   | 28. Juli                   | Michael Karst (SV Saar 05 Saarbrücken)       | 8:27,0                     |                                                         |                                                         | Jürgen Straub (ASK Vorwärts Potsdam)                    |                                                         |
| 1973 | Berlin                     | 21. Juli                   | Willi Maier (TSV Genkingen)                  | 8:32,0                     |                                                         |                                                         | Jürgen Straub (ASK Vorwärts Potsdam)                    |                                                         |
| 1972 | München                    | 22. Juli                   | Willi Wagner (TV Wattenscheid 01)            | 8:31,4                     |                                                         |                                                         | Waldemar Cierpinski (SC Chemie Halle)                   |                                                         |
| 1971 | Stuttgart                  | 11. Juli                   | Jürgen May (LG Kreis Hanau)                  | 8:32,4                     |                                                         |                                                         | Dieter Hermann (SC Turbine Erfurt)                      |                                                         |
| 1970 | Berlin                     | 9. August                  | Rolf Burscheid (VfL Wolfsburg)               | 8:37,4                     |                                                         |                                                         | Ulrich Hobeck (SC Cottbus)                              |                                                         |
| 1969 | Düsseldorf                 | 17. August                 | Willi Wagner (TV Bad Dürkheim)               | 8:43,6                     |                                                         |                                                         | Dieter Hermann (SC Turbine Erfurt)                      |                                                         |
| 1968 | Berlin                     | 18. August                 | Klaus-Ludwig Brosius (Eintracht Duisburg)    | 8:39,8                     |                                                         |                                                         | Dieter Hermann (SC Turbine Erfurt)                      |                                                         |
| 1967 | Stuttgart                  | 6. August                  | Manfred Letzerich (Eintracht Wiesbaden)      | 8:38,0                     |                                                         |                                                         | Dieter Hermann (SC Turbine Erfurt)                      |                                                         |
| 1966 | Hannover                   | 7. August                  | Hans-Werner Wogatzky (Polizei-SV Bielefeld)  | 8:45,4                     |                                                         |                                                         | Dieter Hartmann (SC Motor Jena)                         |                                                         |
| 1965 | Duisburg                   | 8. August                  | Manfred Letzerich (Eintracht Wiesbaden)      | 8:41,8                     |                                                         |                                                         | Dieter Hartmann (SC Motor Jena)                         |                                                         |
| 1964 | Berlin                     | 9. August                  | Alfons Ida (VfL Wolfsburg)                   | 8:47,2                     |                                                         |                                                         | Fred Döring (ASK Vorwärts Berlin)                       |                                                         |
| 1963 | Augsburg                   | 11. August                 | Ludwig Müller (KSV Hessen Kassel)            | 8:57,6                     |                                                         |                                                         | Rainer Dörner (SC Empor Rostock)                        |                                                         |
| 1962 | Hamburg                    | 29. Juli                   | Wolfgang Fricke (Polizei-SV Hannover)        | 8:50,2                     |                                                         |                                                         | Herrmann Buhl (ASK Vorwärts Berlin)                     |                                                         |
| 1961 | Düsseldorf                 | 30. Juli                   | Wilhelm-Rüdiger Böhme (Hamburger SV)         | 8:47,2                     |                                                         |                                                         | Herrmann Buhl (ASK Vorwärts Berlin)                     |                                                         |
| 1960 | Berlin                     | 24. Juli                   | Heinz Laufer (SpVgg. Feuerbach)              | 8:51,8                     |                                                         |                                                         | Fred Döring (ASK Vorwärts Berlin)                       |                                                         |
| 1959 | Stuttgart                  | 26. Juli                   | Hans Hüneke (Solinger LC)                    | 8:59,0                     |                                                         |                                                         | Herrmann Buhl (ASK Vorwärts Berlin)                     |                                                         |
| 1958 | Hannover                   | 20. Juli                   | Heinz Laufer (SpVgg. Feuerbach)              | 8:54,6                     |                                                         |                                                         | Herrmann Buhl (ASK Vorwärts Berlin)                     |                                                         |
| 1957 | Düsseldorf                 | 17. August                 | Heinz Laufer (SpVgg. Feuerbach)              | 8:55,2                     |                                                         |                                                         | Edgar Rohmann (SC Empor Rostock)                        |                                                         |
| 1956 | Berlin                     | 18. August                 | Heinz Laufer (TG Schwenningen)               | 9:00,6                     | Erfurt                                                  |                                                         | Friedrich Janke (ZSK Vorwärts Berlin)                   |                                                         |
| 1955 | Frankfurt/M.               | 7. August                  | Helmut Thumm (Leichtathlet) (TSV Bernhausen) | 8:55,2                     |                                                         |                                                         | Horst Görlt (SC Rotation Leipzig)                       |                                                         |
| 1954 | Hamburg                    | 7. August                  | Karl-Heinz Schmalz (TuS Rot-Weiß Koblenz)    | 9:03,2                     |                                                         |                                                         | Friedrich Janke (ZSK Vorwärts Berlin)                   |                                                         |
| 1953 | Augsburg                   | 25. Juli                   | Helmut Thumm (Leichtathlet) (VfB Stuttgart)  | 9:11,6                     |                                                         |                                                         | Stephan Lüpfert (SV Wismut Chemnitz)                    |                                                         |
| 1952 | Berlin                     | 28. Juni                   | Helmut Gude (TSV Esslingen)                  | 8:50,0 (DR)                |                                                         |                                                         | Stephan Lüpfert (SV Wismut Chemnitz)                    |                                                         |
| 1951 | Düsseldorf                 | 29. Juli                   | Helmut Gude (TSV Esslingen)                  | 9:02,4                     | Erfurt                                                  | 13. bis 15. Juli                                        | Stephan Lüpfert (Post Chemnitz)                         |                                                         |
| 1950 | Stuttgart                  | 6. August                  | Alfred Dompert (Stuttgarter Kickers)         | 9:28,6                     |                                                         |                                                         | Alfons Genatowski (Pels Erfurt)                         |                                                         |
| 1949 | Bremen                     | 7. August                  | Ludwig Kaindl (TSV 1860 München)             | 9:35,0                     | Wettbewerb noch nicht im Meisterschaftsprogramm der DDR | Wettbewerb noch nicht im Meisterschaftsprogramm der DDR | Wettbewerb noch nicht im Meisterschaftsprogramm der DDR | Wettbewerb noch nicht im Meisterschaftsprogramm der DDR |
| 1948 | Nürnberg                   | 15. August                 | Rolf Seidenschnur (TSV Rendsburg)            | 9:44,4                     | Wettbewerb noch nicht im Meisterschaftsprogramm der DDR | Wettbewerb noch nicht im Meisterschaftsprogramm der DDR | Wettbewerb noch nicht im Meisterschaftsprogramm der DDR | Wettbewerb noch nicht im Meisterschaftsprogramm der DDR |

## Deutsche Meister 1910 bis 1947 (DLV)
In diesen Jahren wurde der 3000-Meter-Hindernislauf nur für Männer ausgetragen.
| Jahr      | Ort                                                         | Datum                                                       | Athlet                                                      | Zeit [min]                                                  |
| --------- | ----------------------------------------------------------- | ----------------------------------------------------------- | ----------------------------------------------------------- | ----------------------------------------------------------- |
| 1947      | Köln                                                        | 9. August                                                   | Alfred Dompert (Stuttgarter Kickers)                        | 09:30,2                                                     |
| 1946      | Wettbewerb nicht im Meisterschaftsprogramm                  | Wettbewerb nicht im Meisterschaftsprogramm                  | Wettbewerb nicht im Meisterschaftsprogramm                  | Wettbewerb nicht im Meisterschaftsprogramm                  |
| 1945      | kriegsbedingt keine Deutschen Leichtathletikmeisterschaften | kriegsbedingt keine Deutschen Leichtathletikmeisterschaften | kriegsbedingt keine Deutschen Leichtathletikmeisterschaften | kriegsbedingt keine Deutschen Leichtathletikmeisterschaften |
| 1944      | kriegsbedingt keine Deutschen Leichtathletikmeisterschaften | kriegsbedingt keine Deutschen Leichtathletikmeisterschaften | kriegsbedingt keine Deutschen Leichtathletikmeisterschaften | kriegsbedingt keine Deutschen Leichtathletikmeisterschaften |
| 1943      | Berlin                                                      | 24. Juli                                                    | Hermann Helber (Reichsbahn-SG Stuttgart)                    | 09:46,0                                                     |
| 1942      | Berlin                                                      | 25. Juli                                                    | Rolf Seidenschnur (Marine Kiel)                             | 09:39,2                                                     |
| 1941      | Berlin                                                      | 19. Juli                                                    | Rolf Seidenschnur (Post SV Kiel)                            | 09:18,4                                                     |
| 1940      | Berlin                                                      | 10. August                                                  | Rolf Seidenschnur (Post SV Kiel)                            | 09:13,2                                                     |
| 1939      | Berlin                                                      | 8. Juli                                                     | Ludwig Kaindl (TS Jahn München)                             | 09:06,8                                                     |
| 1938      | Breslau                                                     | 30. Juli                                                    | Ludwig Kaindl (TS Jahn München)                             | 09:25,8                                                     |
| 1937      | Berlin                                                      | 24. Juli                                                    | Alfred Dompert (Stuttgarter Kickers)                        | 09:18,0                                                     |
| 1936      | Berlin                                                      | 11. Juli                                                    | Willi Heyn (TSV 1860 München)                               | 09:35,0                                                     |
| 1935      | Berlin                                                      | 3. August                                                   | Willi Heyn (MSV Wünsdorf)                                   | 09:42,2                                                     |
| 1934      | Wettbewerb nicht im Meisterschaftsprogramm                  | Wettbewerb nicht im Meisterschaftsprogramm                  | Wettbewerb nicht im Meisterschaftsprogramm                  | Wettbewerb nicht im Meisterschaftsprogramm                  |
| 1933      | Düsseldorf                                                  | 30. Juli                                                    | Willi Göhrt (Berliner SC)                                   | 09:25,1                                                     |
| 1921–1932 | Wettbewerb nicht im Meisterschaftsprogramm                  | Wettbewerb nicht im Meisterschaftsprogramm                  | Wettbewerb nicht im Meisterschaftsprogramm                  | Wettbewerb nicht im Meisterschaftsprogramm                  |
| 1920      | Dresden                                                     | 14. August                                                  | Gerhard Volkmann (Stettiner SC)                             | 10:19,0                                                     |
| 1919      | Nürnberg                                                    | 24. August                                                  | Emil Bedarff (Düsseldorfer SC 99)                           | 10:10,4                                                     |
| 1915–1918 | Wettbewerb nicht im Meisterschaftsprogramm                  | Wettbewerb nicht im Meisterschaftsprogramm                  | Wettbewerb nicht im Meisterschaftsprogramm                  | Wettbewerb nicht im Meisterschaftsprogramm                  |
| 1914      | kriegsbedingt keine Deutschen Leichtathletikmeisterschaften | kriegsbedingt keine Deutschen Leichtathletikmeisterschaften | kriegsbedingt keine Deutschen Leichtathletikmeisterschaften | kriegsbedingt keine Deutschen Leichtathletikmeisterschaften |
| 1913      | Breslau                                                     | 17. August                                                  | Paul Pauly (Dresdensia Dresden)                             | 10:47,4                                                     |
| 1912      | Duisburg                                                    | 18. August                                                  | Paul Seyffert (SC Charlottenburg Berlin)                    | 10:15,7                                                     |
| 1911      | Dresden                                                     | 20. August                                                  | Paul Seyffert (SC Charlottenburg Berlin)                    | 10:14,0                                                     |
| 1910      | Frankfurt/M.                                                | 28. August                                                  | Paul Seyffert (Charlottenburger SC 02)                      | 10:27,4                                                     |